# Heubécourt-Haricourt

Heubécourt-Haricourt este o comună în departamentul Eure, Franța. În 1 ianuarie 2022 avea o populație de 461 de locuitori.